# Chrysopilus puella
Chrysopilus puella är en tvåvingeart som beskrevs av Samuel Wendell Williston  1901. Chrysopilus puella ingår i släktet Chrysopilus och familjen snäppflugor. Inga underarter finns listade i Catalogue of Life.